# Merobruchus cristoensis
Merobruchus cristoensis là một loài bọ cánh cứng trong họ Bruchidae. Loài này được Kingolver miêu tả khoa học năm 1988.